# Lophocampa endolobata
Lophocampa endolobata är en fjärilsart som beskrevs av George Francis Hampson 1901. Lophocampa endolobata ingår i släktet Lophocampa och familjen björnspinnare. Inga underarter finns listade i Catalogue of Life.